# Антоніс Антоніадіс
Антоніс Антоніадіс (грец. Αντώνης Αντωνιάδης; нар. 25 травня 1946) — грецький футболіст, що грав на позиції нападника. Виступав, зокрема, за клуб «Панатінаїкос», а також національну збірну Греції.
Чотириразовий чемпіон Греції. Дворазовий володар Кубка Греції. Володар Суперкубка Греції.

## Клубна кар'єра
У дорослому футболі дебютував 1964 року виступами за команду клубу «Шкода Ксанті», в якій провів чотири сезони. Своєю грою за цю команду привернув увагу представників тренерського штабу клубу «Панатінаїкос», до складу якого приєднався 1968 року. Відіграв за клуб з Афін наступні десять сезонів своєї ігрової кар'єри. Більшість часу, проведеного у складі «Панатінаїкоса», був основним гравцем атакувальної ланки команди. У складі «Панатінаїкоса» був одним з головних бомбардирів команди, маючи середню результативність на рівні 0,77 голу за гру першості. За цей час чотири рази виборював титул чемпіона Греції.
Згодом з 1978 по 1981 рік грав у складі команд клубів «Олімпіакос» та «Атромітос».
Завершив професійну ігрову кар'єру у клубі «Панатінаїкос», у складі якого вже виступав раніше. Прийшов до команди 1981 року, захищав її кольори до припинення виступів на професійному рівні у 1982.

## Виступи за збірну
1970 року дебютував в офіційних матчах у складі національної збірної Греції. Протягом кар'єри у національній команді, яка тривала 8 років, провів у формі головної команди країни 21 матч, забивши 6 голів.

## Титули і досягнення

### Командні
- Чемпіон Греції (4):

«Панатінаїкос»: 1968-69, 1969-70, 1971-72, 1976-77
- Володар Кубка Греції (2):

«Панатінаїкос»: 1968-69, 1976-77
- Володар Футбольного кубка Великої Греції (1):

«Панатінаїкос»: 1970

### Особисті
- Найкращий бомбардир Альфа Етнікі (5):

1969-70 (25), 1971-72 (39), 1972-73 (22), 1973-74 (26), 1974-75 (20)
- Найкращий бомбардир Бета Етнікі:

1967-68 (24)
- Найкращий бомбардир Кубка чемпіонів УЄФА:

1970-71 (10)